# Đài Phát thanh - Truyền hình Đông Timor
Radio-Televisão Timor Leste (Radio Television Timor Leste - Đài Truyền hình Đông Timor) là đài phát thanh và truyền hình quốc gia ở Đông Timor.

## Radio
Chi nhánh phát thanh của RTTL được gọi là Radio Timor Leste (RTL), phát sóng tại Tetum và Bồ Đào Nha. Đài Timor Leste được phát sóng 16 giờ mỗi ngày với 34 chương trình được sản xuất tại địa phương bởi đội ngũ gồm 63 người. Bảy phần trăm các chương trình của RTL đến từ các nhà sản xuất bên ngoài, bao gồm các tổ chức và cơ quan phi chính phủ.
RTL có 4 phòng ban để hỗ trợ hoạt động hàng ngày: Tin tức, Lập trình, Kỹ thuật và Cục Xúc tiến, Sản xuất và Nghiên cứu Bên ngoài.
Giám đốc RTL, ông Rosario Da Graca Maia, cũng là Trưởng ban Quan hệ Quốc tế của Hiệp hội Nhà báo Timor Lorosae'e - TLJA. Ông đã nhận được một giải thưởng của Lãnh đạo Úc và ông là điều phối viên phân tích - cảnh báo quốc tế cho Liên minh báo chí Đông Nam Á - SEAPA
Có thể dò được Radio Timor Leste trên tần số FM ở Dili là 91.7 MHz và các tần số khác nhau ở mỗi Quận. RTL có tần số AM là 684. RTL có kế hoạch mở một Kênh mới có tên là Antena 2 nhắm đến giới trẻ và có khả năng tham dự quảng cáo với tư cách là cơ sở của tổ chức theo luật nghị định 48/2008 trở thành công ty đại chúng.
Dựa trên khảo sát của East Timor Insight, Radio Timor Leste là một kênh thông tin chính và có phạm vi bao phủ rộng nhất trong dân chúng.

## TV
Bộ phận truyền hình của RTTL được gọi là Televisão de Timor Leste hoặc Televizaun Timor Lorosae (Truyền hình Đông Timor), viết tắt là TVTL. Lịch trình của nó bao gồm một số chương trình được thực hiện tại Tetum, cũng như chuyển tiếp các chương trình tin tức và các chương trình khác từ RTP Internacional. Trước đây, RTTL thỉnh thoảng phát một vài chương trình từ Mạng lưới Úc của ABC và BBC World News. Vào tháng 9 năm 2008, RTTL đã ký một thỏa thuận với Rede Globo của Brazil, cho phép nối sóng chương trình của kênh đó. TVTL bắt đầu phát sóng vào năm 1978, đầu tiên là đài Đông Timor của TVRI và sau đó được đổi tên thành TV UNTAET. Sau khi độc lập vào ngày 20 tháng 5 năm 2002, đã thông qua tên hiện tại RTTL.